# Nestor Giro
Nestor Giro, dont le nom est parfois orthographié Nestor Ghiro, né le 4 septembre 1972, est un homme politique salomonais.

## Biographie
Titulaire d'une licence Bachelor of Science de l'université du Pacifique sud, il travaille comme enseignant des sciences dans l'enseignement secondaire avant de devenir proviseur d'un lycée. Il quitte le monde de l'enseignement en 2005 et est conseiller technique pour une entreprise d'exploitation forestière de 2005 à 2014.
Il est élu député sans étiquette de Makira-centre au Parlement national aux élections législatives de 2014, battant de peu dans cette circonscription le ministre de l'Unité nationale, de la Paix et de la Réconciliation Hypolite Taremae. Il est nommé ministre des Gouvernements provinciaux et de la Consolidation des institutions par le nouveau Premier ministre Rick Houenipwela le 16 novembre 2017. Il est réélu député aux élections de 2019 et le Premier ministre Manasseh Sogavare le fait ministre des Pêcheries et des Ressources maritimes.